# Alix André
Pour les articles homonymes, voir André.
Alix André (née Caseneuve) est une auteure française qui a écrit une cinquantaine de romans d'amour populaires.

## Biographie
Née le 17 avril 1909 à Lavelanet en Ariège, elle épouse Antoine André, propriétaire du château viticole Pech-Latt à Lagrasse, dans les Corbières. Alix André est lauréate du Prix Montyon en 1951, pour Lac aux ours.
Elle meurt le 6 juillet 2000 à Carcassonne,.

## Œuvre
Liste établie à partir du catalogue de Gallica
1. Notre-Dame des Neiges, 1942
2. Son altesse mon mari, 1944
3. Le Prince blanc, 1946
4. Escale dans la tempête, 1947
5. La Route sans étoiles, 1947
6. Le Chevalier errant, 1947
7. L'Hymne au soleil, 1947
8. Celle qu'on n'attend pas, 1948
9. Le Seigneur de Grünsfeld, roman, 1948
10. L'Éternel Passant, 1948
11. La Maison du corsaire, 1950
12. Lac aux ours, 1950
13. Karen, étudiante, 1951
14. L'Homme des solitudes, 1951
15. Tamanova, 1952
16. L'Ennemie, 1953
17. Les loups hurlent, 1953
18. Ordre du prince, 1954
19. Un mariage sans importance, 1954
20. Pour Tessa, 1955
21. Tu seras ma vie, 1955
22. La Dame de Malhanté, 1956
23. La Tornade, 1956
24. L'Héritage des Dunham, 1957
25. On demande un amour, 1957
26. D'or et de feu, 1958
27. Le Maître de Mortcerf,1958
28. L'Écuyer de la reine, 1959
29. Dans l'ombre de Stéphane, 1960
30. Tout l'amour du monde, 1962
31. Ce soir-là à Venise, 1963
32. La Folle Aventure, 1964
33. Mon amour aux yeux clos, 1964
34. Trois roses pour une infante, 1965
35. Mon seigneur de Cornouailles, 1966
36. Un homme venu de la nuit, 1966
37. Ce mal (qu'on) [s']appelle l'amour, 1968
38. La Nuit du Val-Sauvage, 1970
39. Les Cent chevaux du roi, 1971
40. Un jour, mon prince viendra..., 1972
41. Un très brillant pirate, 1974
42. L'Infidèle, 1976
43. Les Neiges d'Offenburg, 1977
44. Le « Concerto de l'Empereur », 1979